# Mirzə Hüseyn Həsənzadə

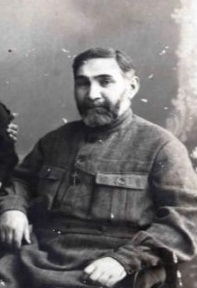
Mirzə Hüseyn Həsənzadə

Mirzə Hüseyn Həsənzadə, auch bekannt als Mirzə Hüseyn İrəvani (geb. 1869 in Erivan; gest. 1947 oder 1948), war ein aserbaidschanischer Lehrer und Mitglied der Verfassunggebenden Versammlung Georgiens (ehemals Nationalrat Georgiens).

## Biografie
Mirzə Hüseyn wurde 1869 in Erivan geboren. Er absolvierte das Transkaukasische Lehrerseminar.
In den 1890er Jahren wurde Mirza Hüseyn Schulleiter der Dorfschule Atsquri. Er war Herausgeber des Lehrbuchs Das komplette Alphabet („Tamam əlifba“), das 1912 im Verlag Kultura (Kultur) in Tiflis veröffentlicht wurde. Dieses Buch war für die erste Klasse gedacht und bestand aus arabischen Buchstaben mit Vokallauten. Das Lehrbuch hatte 38 Seiten mit mehreren Zeichnungen und enthielt Kurzgeschichten und Gedichte. In diesen Jahren arbeitete Mirzə Hüseyn auch als Lehrer an der zweiten aserbaidschanischen Kharpukh-Grundschule in Tiflis.
Das Leben in Tiflis erwies sich als wichtiger Teil seiner politischen Karriere. Nach der Gründung der Demokratischen Republik Georgien übte der Nationalrat die parlamentarische Funktion aus. Ein am 13. September 1918 erlassenes Gesetz ermöglichte die Vertretung nationaler Minderheiten im Rat. Den aserbaidschanischen Bürgern wurden vier stellvertretende Mandate zugeteilt, die vom Nationalrat der georgischen Aserbaidschaner gewählt werden konnten. Am 29. September 1918 wurden Aliheydar Garayev, Abdurrahim bey Hagverdiyev, Abdulaziz Sharifov und Mirza Huseyn Hasanzade in den Nationalrat Georgiens gewählt. Einen Monat später erklärte sich der Rat zur verfassunggebenden Versammlung Georgiens.
Mirzə Hüseyn starb 1947, es gibt jedoch mehrere Quellen, die 1948 als sein Todesdatum angeben.